# Ränningsvallen
Ränningsvallen (Rändingsvallen) är en by i västra Härjedalen, längs länsväg 311, 7 km väst om Sveriges högst belägna by Högvålen. Det finns fem gårdar i Ränningsvallen. Byn ligger 770 meter över havet, intill Rändings-Vallsjön
Ränningsvallens byalag gav 2004-2011 ut gubbkalendern Härjedalingar med lättklädda eller oklädda män i sina bästa år . Vägverket och Posten (även gamla Postverket) stavar byns namn Ränningsvallen. Lantmäteriet stavar namnet Rändingsvallen.
En av Härjedalens mest berömda dragspelare Otto Larsson (född 1923), bor i Ränningsvallen. Han har även komponerat egen musik. 